# Thesium hirsutum
Thesium hirsutum är en sandelträdsväxtart som beskrevs av A. W. Hill.. Thesium hirsutum ingår i släktet spindelörter, och familjen sandelträdsväxter. Inga underarter finns listade i Catalogue of Life.